# Gouvernorat de Nabeul
Le gouvernorat de Nabeul (arabe : ولاية نابل, Wilāyat Nābil, /ˈnɛːbɪl/), créé le 21 juin 1956 et appelé gouvernorat du Cap-Bon (arabe : ولاية الوطن القبلي) du 25 septembre 1957 au 17 septembre 1964, est l'un des 24 gouvernorats de la Tunisie. Il est situé dans le nord-est du pays et couvre une superficie de 2 822 km2. Il abrite en 2024 une population de 787 920 habitants. Son chef-lieu est Nabeul (Grombalia entre 1957 et 1964).

## Géographie
Administrativement, le gouvernorat est découpé en seize délégations, 28 municipalités et 101 imadas,.
| Délégation                                    | Population en 2024 (habitants) |
| --------------------------------------------- | ------------------------------ |
| Béni Khalled                                  | 41 935                         |
| Béni Khiar                                    | 47 521                         |
| Bou Argoub                                    | 35 243                         |
| Dar Chaâbane El Fehri                         | 51 174                         |
| El Haouaria                                   | 46 080                         |
| El Mida                                       | 29 179                         |
| Grombalia                                     | 75 855                         |
| Hammam Ghezèze                                | 17 278                         |
| Hammamet                                      | 96 181                         |
| Kélibia                                       | 66 919                         |
| Korba                                         | 74 063                         |
| Menzel Bouzelfa                               | 39 839                         |
| Menzel Temime                                 | 72 104                         |
| Nabeul                                        | 72 776                         |
| Soliman                                       | 72 220                         |
| Takelsa                                       | 24 805                         |
| Sources : Institut national de la statistique |                                |

## Économie

### Tourisme
Avec près de 150 hôtels d'une capacité d'accueil de 45 500 lits, soit le quart de la capacité totale d'hébergement touristique du pays, le gouvernorat de Nabeul se positionne comme la première zone touristique du pays.
La récente politique touristique s'oriente vers l'augmentation de la capacité d'accueil et l'amélioration de la qualité d'accueil dans les hôtels de la région.
À l'entrée de la péninsule du cap Bon, Hammamet, située à six kilomètres de Nabeul, est un atout majeur car c'est l'une des grandes destinations touristiques en Tunisie et accueille des visiteurs de tous les coins du monde. Avec le développement d'Hammamet-Sud (station balnéaire de Yasmine Hammamet), d'un centre d'activités touristiques (Médina Mediterranea), qui est une copie d'une médina arabe, et de la plus grande marina en Afrique, le gouvernorat de Nabeul vise à augmenter sa capacité hôtelière et à améliorer les services offerts.
Le nombre d'hôtels s'élèvent actuellement à 148 dont :
- 5 étoiles : 8 ;
- 4 étoiles : 29 ;
- 3 étoiles : 45 ;
- 2 étoiles : 31 ;
- 1 étoile : 9.

### Agriculture
Le gouvernorat de Nabeul participe à 15 % de la production agricole nationale pour une surface agricole utilisée (SAU) de 246 000 hectares soit 4 % de celle du pays. De plus, un sixième de la SAU est irriguée (41 000 hectares), ce qui renforce la productivité du secteur agricole qui est élevée à l'échelle du pays. Ce secteur est en net développement et se caractérise par une progression de 11 % par an. Les investissements dans ce secteur sont passés de 427,8 millions de dinars en 1997 à 583,3 millions de dinars en 2000, soit une augmentation de 36 %, et les exportations de produits agricoles et agro-alimentaires ont doublé entre 1996 et 2000. Les principaux produits agricoles sont (en tonnes par an) :
- Grandes cultures : 70 000 ;
- Pêche : 14 000 ;
- Viande : 8 900 ;
- Volailles : 945 000 ;
- Lait : 77 000 (hectolitres) ;
- Agrumes : 182 500 ;
- Épices : 2 250 ;
- Tomates : 445 000 ;
- Fraises : 10 000 ;
- Pommes de terre : 162 000 ;
- Oléiculture : 11 000 (hectolitres) ;
- Arboriculture : 12 000 ;
- Cultures maraîchères : 912 000 ;
- Viticulture : 38 000 (hectolitres) ;
- Piments d'où est extraite l'harissa.

Le cap Bon se distingue surtout pour la production de raisins et de vin. En effet, il produit 80 % du raisin de Tunisie sur 13 500 hectares dont 2 230 pour le raisin de table. La production est de 48 000 tonnes (2005) dont 11 000 de raisin de table (en général du muscat d'Italie).

### Artisanat
Certains centres urbains du gouvernorat abritent diverses productions artisanales : poterie, sculpture sur pierre et mosaïque.

## Politique

### Gouverneurs

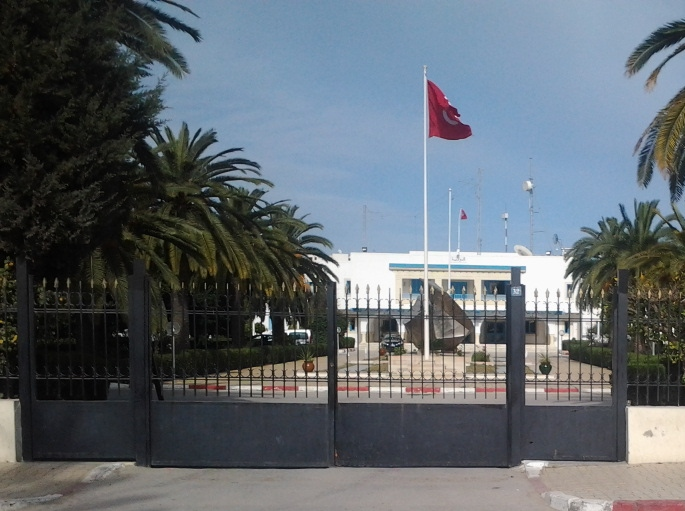
Siège du gouvernorat.

Le gouvernorat de Nabeul est dirigé par gouverneurs dont le siège se trouve sur l'avenue Habib-Bourguiba à Nabeul. 
Voici la liste des gouverneurs de Nabeul depuis l'indépendance :
- Salah Ayeche (1956-1958)
- Ameur Mokni (1958-1959)
- Mohamed Besbes (1959-1962)
- Mohamed Zine El Abidine Mohsen (août-octobre 1962)
- Mehrez Bellamaine (1962-1964)
- Amor Chachia (1964-1969)
- Ridha Azzabi (1969-1971)
- Mokhtar Zannad (1971-1973)
- Kacem Bousnina (1973-1976)
- Abbès Mohsen (1976-1978)
- Abderrahim Zouari (1978-1980)
- Mohamed Boulabiar (1980-1981)
- Béchir Lahmidi (1981-1987)
- Mostapha Boughazli (1987-1990)
- Habib Daldoul (1990-1992)
- Abdelwaheb Jemal (1992-1995)
- Zouheir Dhaouadi[4],[5] (1995-1996)
- Slaheddine El Abed (1996-2000)
- Habib Hadded  (2000-2002)
- Brahim Briki (2002-2005)
- Mohamed Lamine El Abed (2005-janvier 2010)
- Abdejlil Zaddem (janvier 2010-février 2011)
- Ali Ben Malek (2 février 2011, empêché d'exercer)
- Abdellatif Maktouf (19 février-13 avril 2011)
- Imed Touibi (13 avril 2011-24 mars 2012)
- Mahmoud Jaballah (24 mars 2012-24 août 2013)
- Abdessattar Toumi (24 août 2013-28 février 2014)
- Mohamed Akermi Hamdi (28 février 2014[6]-22 août 2015)
- Samir Rouihem (22 août 2015[7]-16 septembre 2016)
- Mnaouar Ouertani (16 septembre 2016[8]-29 octobre 2017)
- Saloua Khiari (29 octobre 2017[9]-22 novembre 2019)
- Mohamed Ridha Mlika (22 novembre 2019[10]-6 juin 2022)
- Sabeh Malek (6 juin 2022[11]-8 septembre 2024)
- Hana Chouchani (depuis le 8 septembre 2024[12])

### Maires
Voici la liste des maires des 24 municipalités du gouvernorat de Nabeul dont les conseils municipaux ont été élus le 6 mai 2018 et présidés par les maires suivants :
- Azmour : Nadhem Melki[13]
- Béni Khalled : ?
- Béni Khiar : Hamadi Achir[14]
- Bou Argoub : Fatma Ben Mansour[15]
- Dar Allouch : Mehdi Cherif[16]
- Dar Chaâbane : Saïda Essid[17]
- El Haouaria : Nawfel Miladi[18]
- El Maâmoura : Zouhair Meddeb[19]
- El Mida : Chafika Ben Hamouda[14]
- Grombalia : ?
- Hammam Ghezèze : Kamel Meddeb[20]
- Hammamet : Moez Mrad[21]
- Kélibia : Jamel Hajjem[22]
- Korbous : ?
- Korba : Abdellatif Boutrif[23]
- Menzel Bouzelfa : Habib Koubaa[14]
- Menzel Horr : Houssem Ben Maaouia[20]
- Menzel Temime : ?
- Nabeul : Basma Maatoug[24]
- Soliman : Boubaker Houidi[14]
- Somâa : Naoufel Ben Dhia[22]
- Takelsa : ?
- Tazarka : Rachid Nachi[25]
- Zaouiet Djedidi : ?

## Sport
Le gouvernorat du Cap-Bon accueille divers clubs sportifs qui se sont illustrés sur le plan national :
- basket-ball, football et rugby à XV à Nabeul avec l'un des plus grands clubs en Tunisie : le Stade nabeulien ;
- handball à Hammamet avec l'Association sportive d'Hammamet, à El Mida avec le Stade sportif médien, à Menzel Temime avec l'Union sportive témimienne et à Béni Khiar avec l'El Bath sportif de Béni Khiar ;
- volley-ball avec le Club olympique de Kélibia (plusieurs années en tête du championnat national) et l'Aigle sportif d'El Haouaria.